# 馬慎
馬慎（1506年—1560年），字自脩，號龍池，順天府霸州大城縣人，民籍，明朝政治人物。

## 生平
嘉靖十九年（1540年）庚子科順天府鄉試第四十七名舉人。嘉靖二十年（1541年）聯捷辛丑科會試第二百五名，登第三甲第二百名進士。吏部观政，以親老循例乞歸省，父亲去世丁忧，服阕，授户部廣東司主事，管理草場，又奉命督理山西粮储，事竣還京，升郎中，復理遼東粮储。升山西大同府知府，丁母忧归。服阕，起补山东登州府，履任数月，擢升湖广按察司副使、整饬淮阳兵备，三十六年二月以御倭功，升一级，賞银币。同年六月扬州备倭参将王介弹劾馬慎沮挠军机，侵削兵饷，又言馬慎令尚書马坤之子夺已所斩贼级为功，馬慎被革任回籍。数年后事白，改任山西潞安兵备副使，嘉靖三十九年卒于官，年五十五。

## 家族
曾祖馬志廣，贈文林郎；祖父馬永，壽官；父馬齡，河南永宁知縣。前母孫氏；母郭氏。